# Panos Karnezis
Panos Karnezis (Grieks: Πάνος Καρνέζης) (Amaliada, 1967) is een Griekse schrijver. 
Karnezis werd geboren in Amaliada in Griekenland. In 1992 vertrok hij naar Londen om daar een ingenieursopleiding te doen. Hij werkte enige tijd in de industrie en volgde een opleiding Creative Writing. 
Karnezis schrijft zijn boeken in het Engels (en is zelf verantwoordelijk voor de vertalingen in het Grieks). Zijn debuut in 2002 was de verhalenbundel Little infamies (Kleine schandalen) over verwikkelingen in een Grieks dorp. Zijn eerste roman heet The Maze (Het doolhof, 2004) en speelt zich af in en rondom een Anatolisch dorpje in het jaar 1922, vlak na de Grieks-Turkse oorlog.

## Publicaties (in Nederlandse vertaling)
- Panos Karnezis: De orde. Vert. door Marijke van der Meer. Amsterdam, Atlas, 2010. ISBN 978-90-450-1663-4
- Panos Karnezis: Het verjaardagsfeest. Vert. door Marijke van der Meer. Amsterdam, Atlas, 2008. ISBN 978-90-450-1567-5
- Panos Karnezis: De doolhof. Vert. door Tineke Funhoff. Amsterdam, Atlas, 2005. ISBN 90-450-0936-6
- Panos Karnezis: Kleine schandalen. Vert. door Tineke Funhoff. Amsterdam, Atlas, 2003. ISBN 90-450-0836-X (2e druk 2006 o.d.t. Zomaar een dag op Pegasus.)

- Biblioteca Nacional de España: XX1689877
- Bibliothèque nationale de France: cb14553158x (data)
- Gemeinsame Normdatei: 129034398
- International Standard Name Identifier: 0000 0001 0991 9687
- Library of Congress Control Number: nr2002029112
- Nationale Bibliotheek van Tsjechië: jo2003170250
- Nationale Bibliotheek van Israël: 987007303444705171
- Nationale Bibliotheek van Polen: a0000002235177
- Nederlandse Thesaurus van Auteursnamen: 236285793
- Système universitaire de documentation: 079486630
- Virtual International Authority File: 79190650
- WorldCat: E39PBJm97JdRTDtKbbTdH8dG73